# 帕尔盖利亚
帕尔盖利亚（義大利語：Parghelia），是意大利维博瓦伦蒂亚省的一个市镇。总面积8平方公里，人口1349人，人口密度168.6人/平方公里（2009年）。

## 畫廊

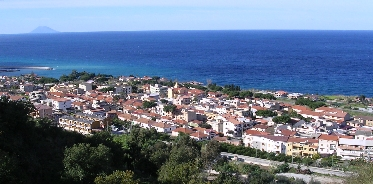
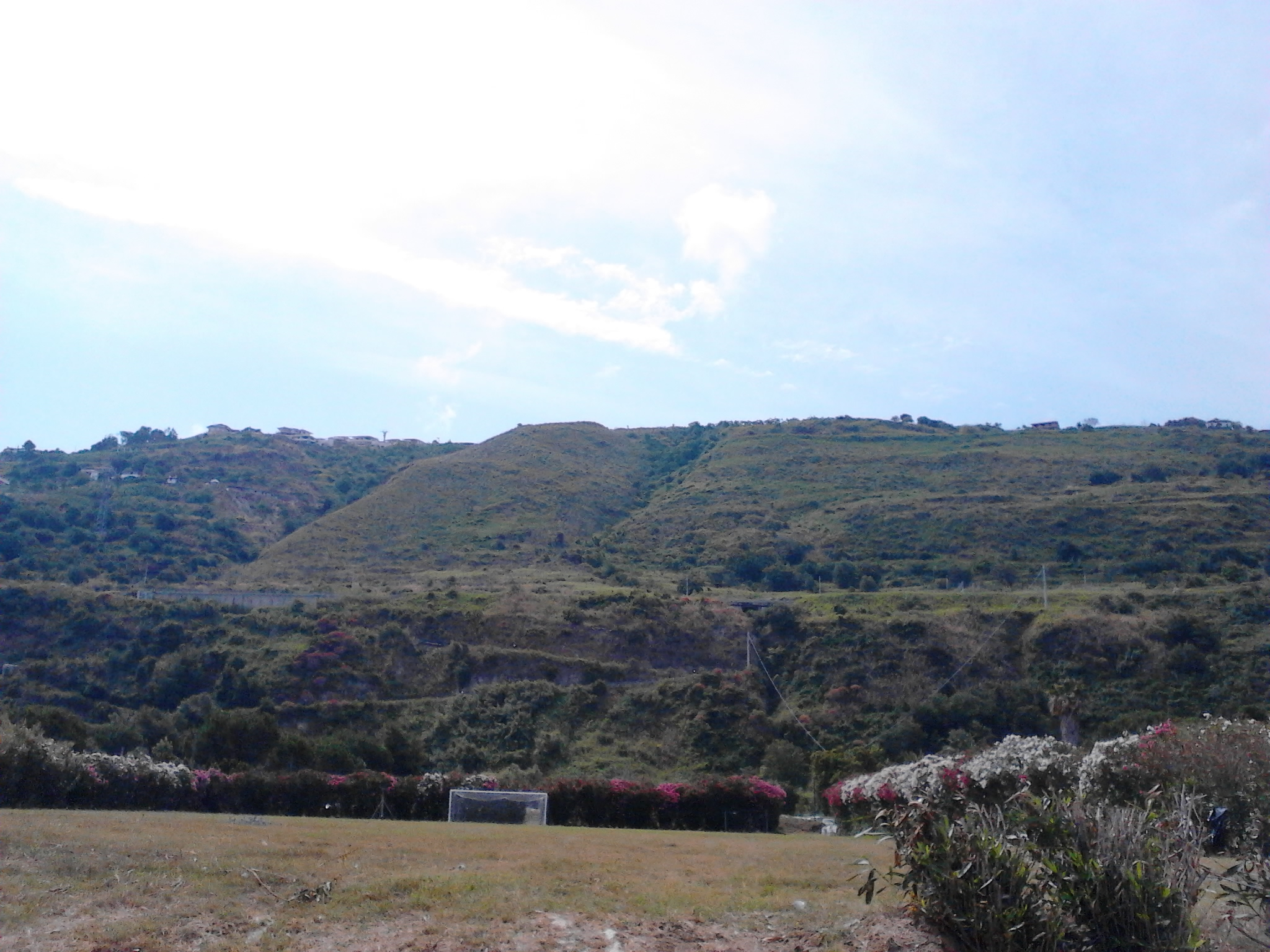
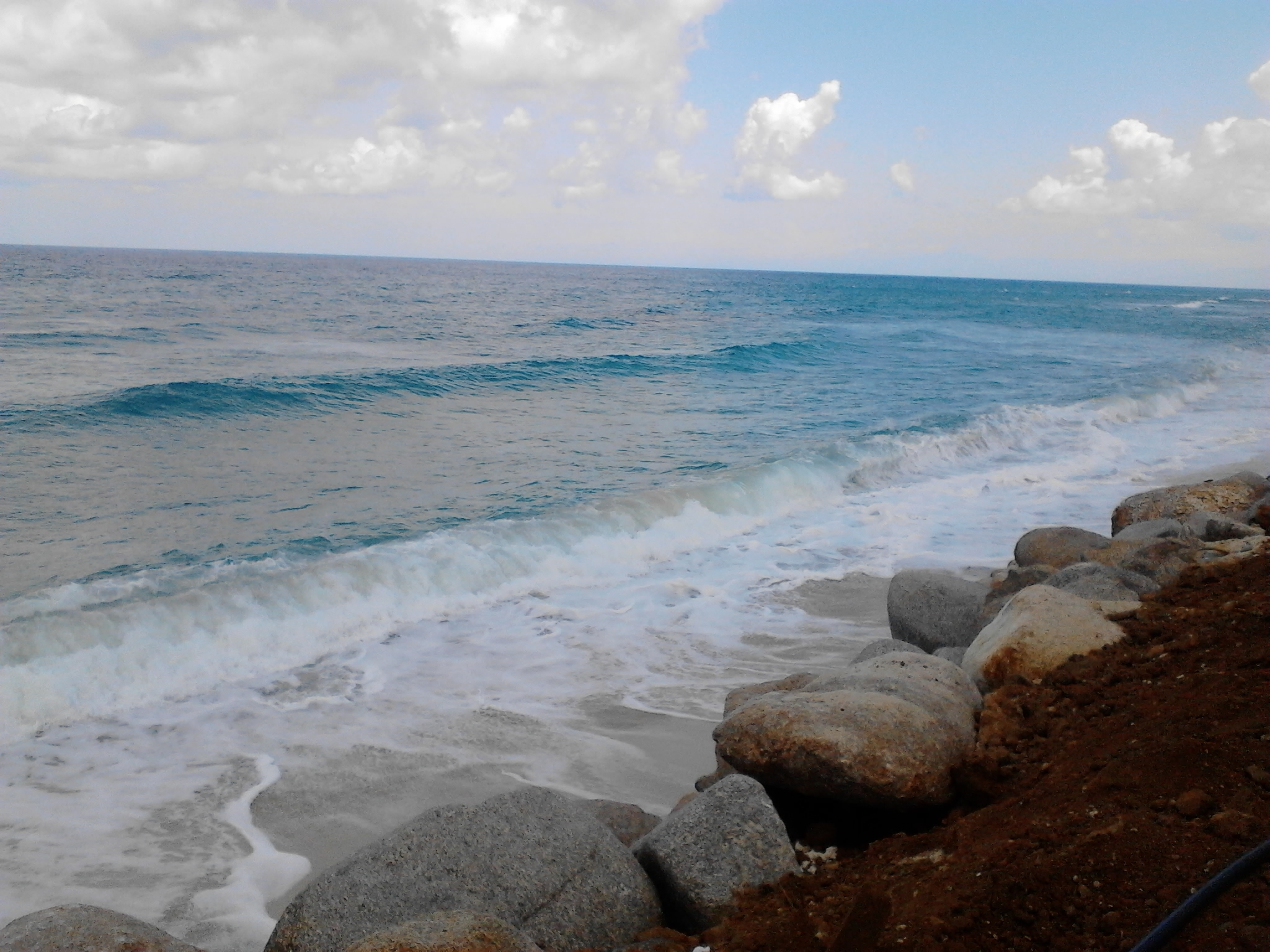
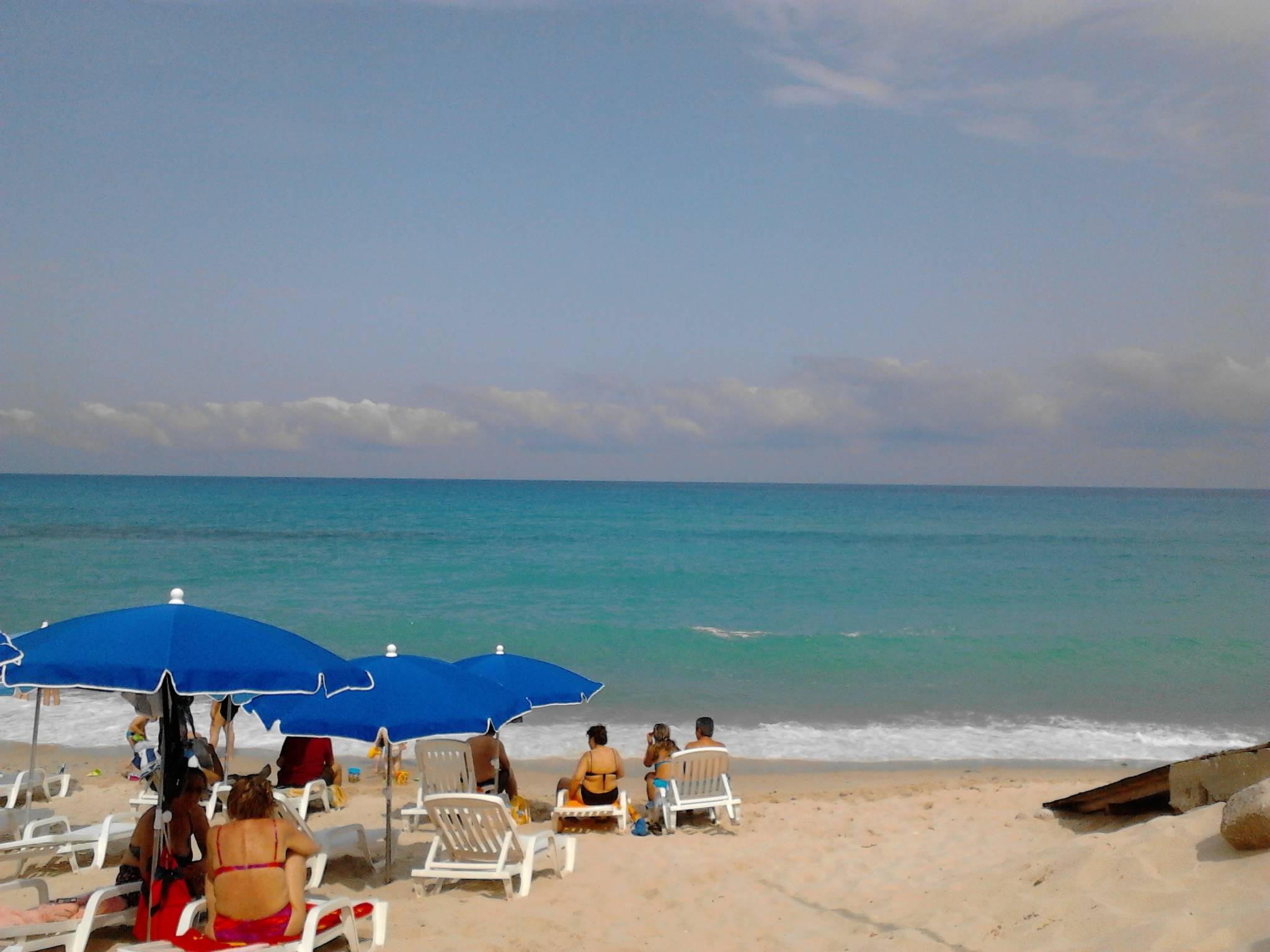
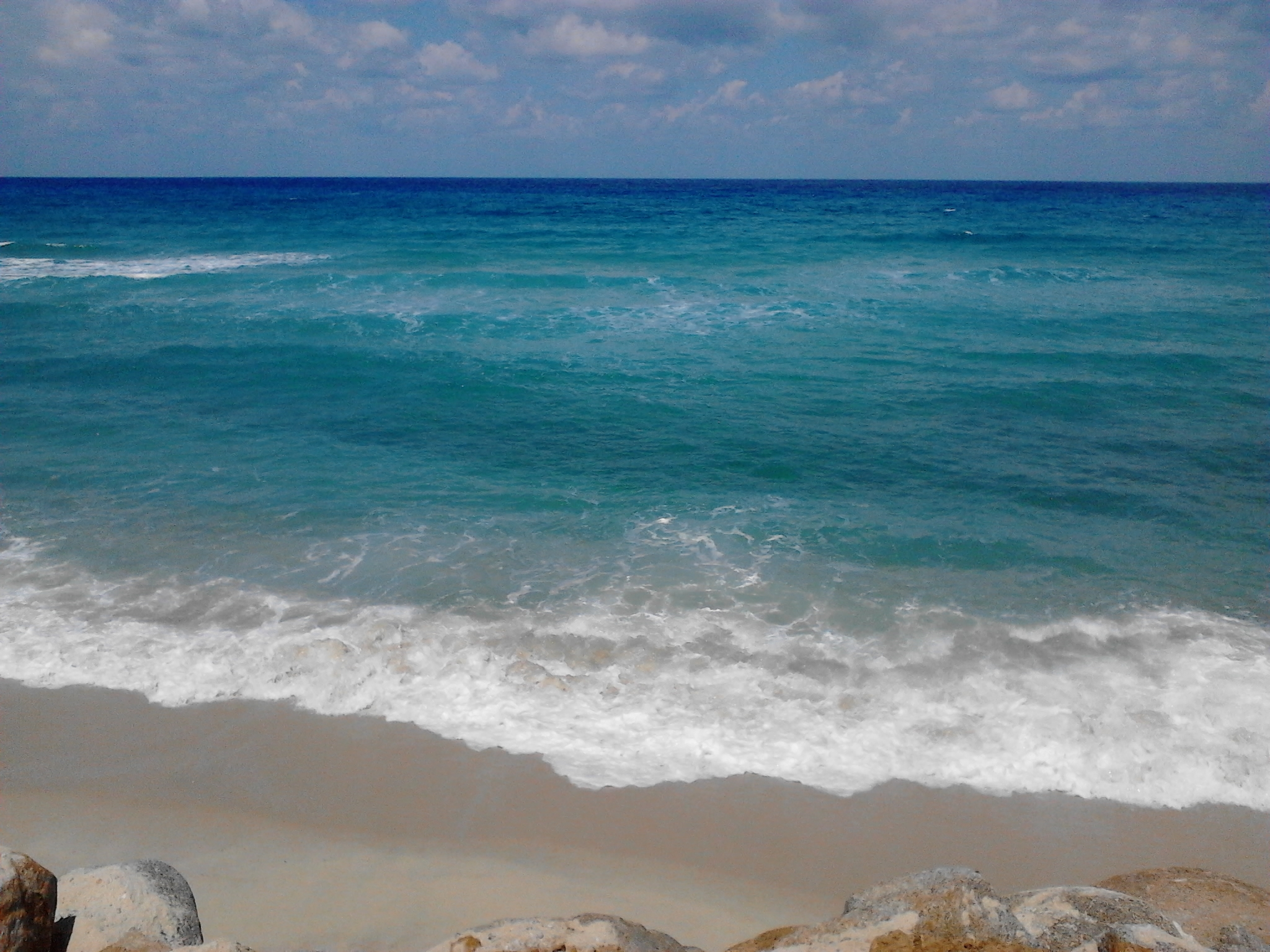